# Hendrikje van Andel-Schipper
Hendrikje "Henny" van Andel-Schipper (29 de junho de 1890 – 30 de agosto de 2005) foi uma supercentenária holandesa, que aos 115 anos e 62 dias, era a pessoa mais velha na história dos Países Baixos, quebrando o recorde anterior de Catharina Van Dam-Groeneveld, em 26 de setembro de 2003. Em 29 de maio de 2004, ela foi considerada a pessoa viva mais velha do mundo até sua morte (embora seu caso tenha sido substituída posteriormente por María Capovilla, do Equador).

## Biografia
Hendrikje nasceu em Smilde, uma pequena aldeia em Drente, filha de Marinus Adriaans Schipper (24 de novembro de 1864 – 7 de novembro de 1950) e Eberta Renziena Venekamp (6 de fevereiro de 1863 – 29 de dezembro de 1963). Ela nasceu prematuramente e havia dúvidas de que ela sobreviveria. No entanto, graças ao cuidado contínuo de sua avó materna, Hendrikje Jans Boerhuis (25 de março de 1828 – 20 de dezembro de 1908) durante suas primeiras quatro semanas, ela se recuperou. Aos cinco de idade no seu primeiro dia de escola, ela estava doente novamente e foi removida da escola sobre o conselho de um médico local. Seu pai, que era chefe da escola local, ensinou-a a ler e escrever.
Aos 46 anos, conheceu seu futuro marido, Dick van Andel, que trabalhou em Amsterdã. Ela deixou a casa de seus pais aos 47 anos e se casou com Dick Van Andel (1883-1959), um inspetor de impostos divorciado, em 1939. Durante a Segunda Guerra Mundial, ela e seu marido se mudaram para Hoogeveen, onde ela teve que vender suas jóias para ajudar a pagar por comida durante a ocupação alemã. Seu marido morreu de câncer em 1959. Ela sofreu uma mastectomia em 1990, após ser diagnosticada com câncer de mama aos 100 anos. Ela continuou a viver sozinha até se mudar para uma casa de repouso aos 105 anos.
Ela se tornou a pessoa viva mais velha dos Países Baixos após a morte de Catharina van Dam-Groeneveld em 16 de fevereiro de 2001. Ela se tornou a mulher viva mais velha da Europa após a morte de Maria Teresa Fumarola Ligorio em 14 de maio de 2003 e a pessoa viva mais da Europa após a morte de Joan Riudavets em 5 de março de 2004. Ela se tornou a segunda pessoa viva mais velha do mundo após a morte de Ramona Trinidad Iglesias-Jordan em 29 de maio de 2004.
Em seu 115.º aniversário em 2005, ela recebeu uma visita da nora da Rainha dos Países Baixos e uma delegação do clube de futebol do Ajax. Ela tinha sido uma fã do clube de futebol Ajax Amsterdam desde que ela participou de um jogo de mais de 80 anos antes.

## Morte
Hendrikje morreu pacificamente em seu sono em 30 de agosto de 2005. Ela permaneceu mentalmente alerta até sua morte, mas sofria de crescente fragilidade. Vários dias antes de sua morte, ela disse ao diretor de sua casa de repouso, Johan Beijering, que "tem sido bom, mas o homem lá em cima diz que é hora de ir". Ela concordou em deixar seu corpo para a ciência quando ela tinha 82 anos. Uma autópsia na Universidade de Groningen revelou que ela morreu de câncer gástrico não detectado. Após sua morte, Elizabeth Bolden tornou-se a pessoa viva mais velha do mundo.

## Análise cerebral pós-morte
Em junho de 2008, Gert Holstege, professor da Universidade de Groningen, disse após uma análise pós-morte do cérebro de Hendrikje que havia pouca indicação dos tipos de problemas no cérebro, alguns relacionados com a doença de Alzheimer, que são normalmente encontrados em indivíduos que sobrevivem a idades extremas. De acordo com Holstege, o cérebro de Hendrikje era o primeiro cérebro conhecido de uma idade tão avançada que "não tinha esses problemas". 

## Status como "pessoa mais velha do mundo"
Em 9 de dezembro de 2005, o Guinness World Records reconheceu a afirmação de María Capovilla, de 116 anos, como a pessoa mais velha do mundo, retirando do título de Hendrikje, que tornou-se a pessoa viva mais velha do mundo em 29 de maio de 2004 após a morte de Ramona Trinidad Iglesias-Jordan, ela teria se tornado a pessoa viva mais velha do mundo aos 113 anos e 335 dias.

## Sabedoria
Hendrikje declarou que o segredo da sua longevidade era uma porção de arenque todos os dias e beber suco de laranja. Mais tarde, ela brincou adicionalmente "respirando". Em outra ocasião, ela deu o seguinte conselho: "Não fume e não beba muito álcool. Apenas um pequeno advocaat com creme aos domingos e feriados e você deve permanecer ativo".

## Genoma
O genoma completo de Hendrikje foi analisado pelo VU University Medical Center em Amsterdã, que está pesquisando genes de longevidade. Sua autópsia não mostrou vestígios de demência, que alguns cientistas consideraram uma parte inevitável do envelhecimento.
Um estudo publicado na Genome Research sugere que a chave para a longevidade de Hendrikje pode estar em suas células-tronco, que combatem a infecção. Seu sistema era superior para reparar ou se livrar de células com mutações perigosas.

O autor do estudo sugeriu que a personalidade também pode ter algo a ver com a longevidade: as pessoas que vivem mais de 100 anos tendem a ter perdão como característica de caráter comum. Eles tendem a se concentrar em algo positivo quando algo ruim acontece.